# Cal Fassi
Cal Fassi és una casa al municipi de Torà, a la comarca del Solsonès inclòs a l'Inventari del Patrimoni Arquitectònic de Catalunya.

## Descripció
Edifici de tres plantes, construït amb carreus de pedra irregulars, ubicat al peu de la carretera de Calaf.
A la planta baixa hi ha tres portes, una central més gran amb arc escarser i les dues laterals rectangulars, que donen accés als respectius habitatges. Aquestes tres obertures estan emmarcades amb una motllura de maó amb elements ceràmics bicromats incrustats; la motllura de les portes laterals presenta un cos superior a dos nivells, més elevat a la part central i decorat amb un element geomètric amb forma de trèvol.
La primera planta es divideix de la segona per mitjà d'una motllura de maó amb dents de serra. El primer pis presenta tres portes balconeres; les dues laterals presenten una barana de forja i estan decorades amb una motllura de maó amb forma de frontó, mentre que la central presenta balcó amb barana de forja i la motllura es diferencia de les anteriors pel seu entaulament recte. Damunt de cada porta balconera s'obre una finestra quadrangular amb motllura de maó, que gairebé trenca la seqüència de les mènsules de maó amb elements ceràmics, que sustenten la cornisa dentada.
Per damunt d'aquesta façana principal, s'aixeca un segon cos afegit amb posterioritat, que presenta una estètica moderna amb dues grans obertures rectangulars i la façana arrebossada i pintada de color blanc.